# Tractus corticobulbaris
De tractus corticobulbaris is een baan van witte stof verantwoordelijk voor het doorgeven van motorische informatie van de motorische schors in de hersenschors naar de pyramis medullae oblongatae. Het grootste deel van de informatie die via de tractus corticobulbaris wordt doorgegeven komt uit bij de kernen van de hersenzenuwen, met uitzondering van de zenuwen die de ogen aansturen (n. III, IV en VI). Dit betekent dat de tractus vooral belangrijk is voor het aansturen van de spieren in het gezicht en de nek.
De naam corticobulbaris is afgeleid van de twee worden cortex, of hersenschors, en bulbus, een term waarmee de hersenstam wordt bedoeld.
De tractus corticobulbaris loopt via de corona radiata door het genu ("knie") van de capsula interna naar de hersenstam.